# Wiktor Mironienko

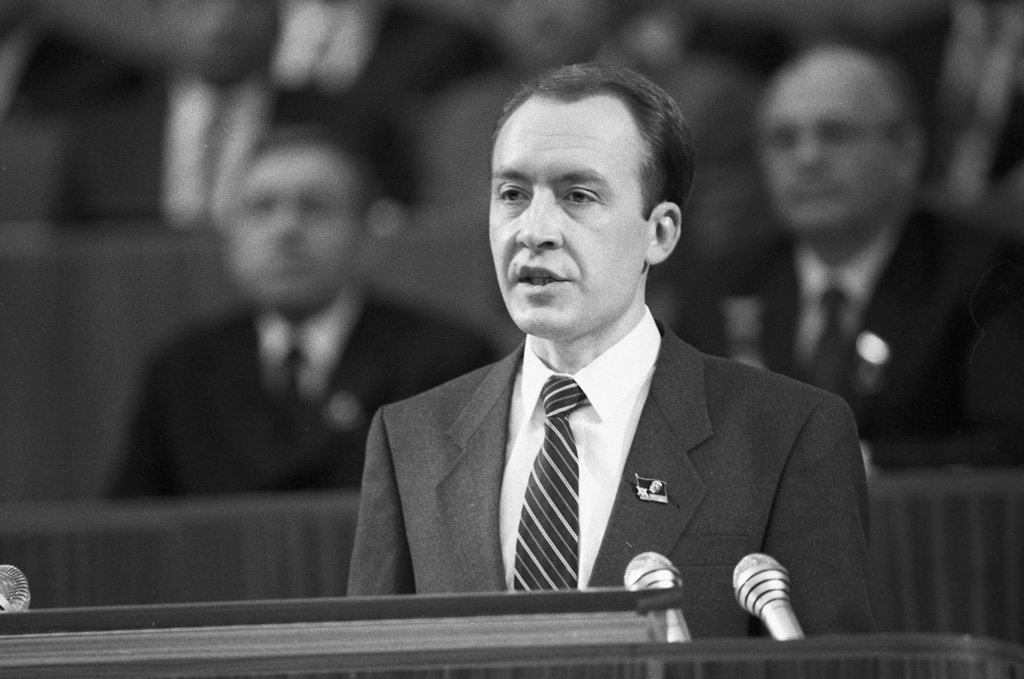
Wiktor Mironienko, 1987

Wiktor Iwanowicz Mironienko (ros. Ви́ктор Ива́нович Миро́ненко, ur. 1953) – radziecki działacz partyjny i komsomolski.
Ukrainiec, ukończył Czernihowski Instytut Pedagogiczny, od 1975 członek KPZR. Od 1977 funkcjonariusz Komsomołu, 1983-1986 I sekretarz KC Komsomołu Ukrainy, 1986-1990 I sekretarz KC Komsomołu, 1990-1991 I zastępca szefa kierownika Wydziału KC KPZR ds. Pracy z Organizacjami Społeczno-Politycznymi. 1986-1988 zastępca członka, a 1988-1990 członek KC KPZR. Deputowany do Rady Najwyższej ZSRR 11 kadencji, deputowany ludowy ZSRR.

## Odznaczenia
- Order „Za zasługi” III klasy (Ukraina, 2008)[1]